# Лишайница красношеяя
Лишайница красношеяя, или лишайница тёмная (лат. Atolmis rubricollis) — вид медведиц из подсемейства Lithosiinae. 

## Распространение
Встречается во всей Европе до Сибири и в Китае.

## Описание
Размах крыльев 25—35 мм. Мотылёк встречается с мая по июль в зависимости от местообитания. Встретить его можно в дневное время, хотя и ночью тоже встречается и его можно привлечь светом.

♂
♂ △

## Экология и местообитания
Личинки питаются лишайниками и водорослями. Встречается в основном в лесистой местности. 

## Галерея

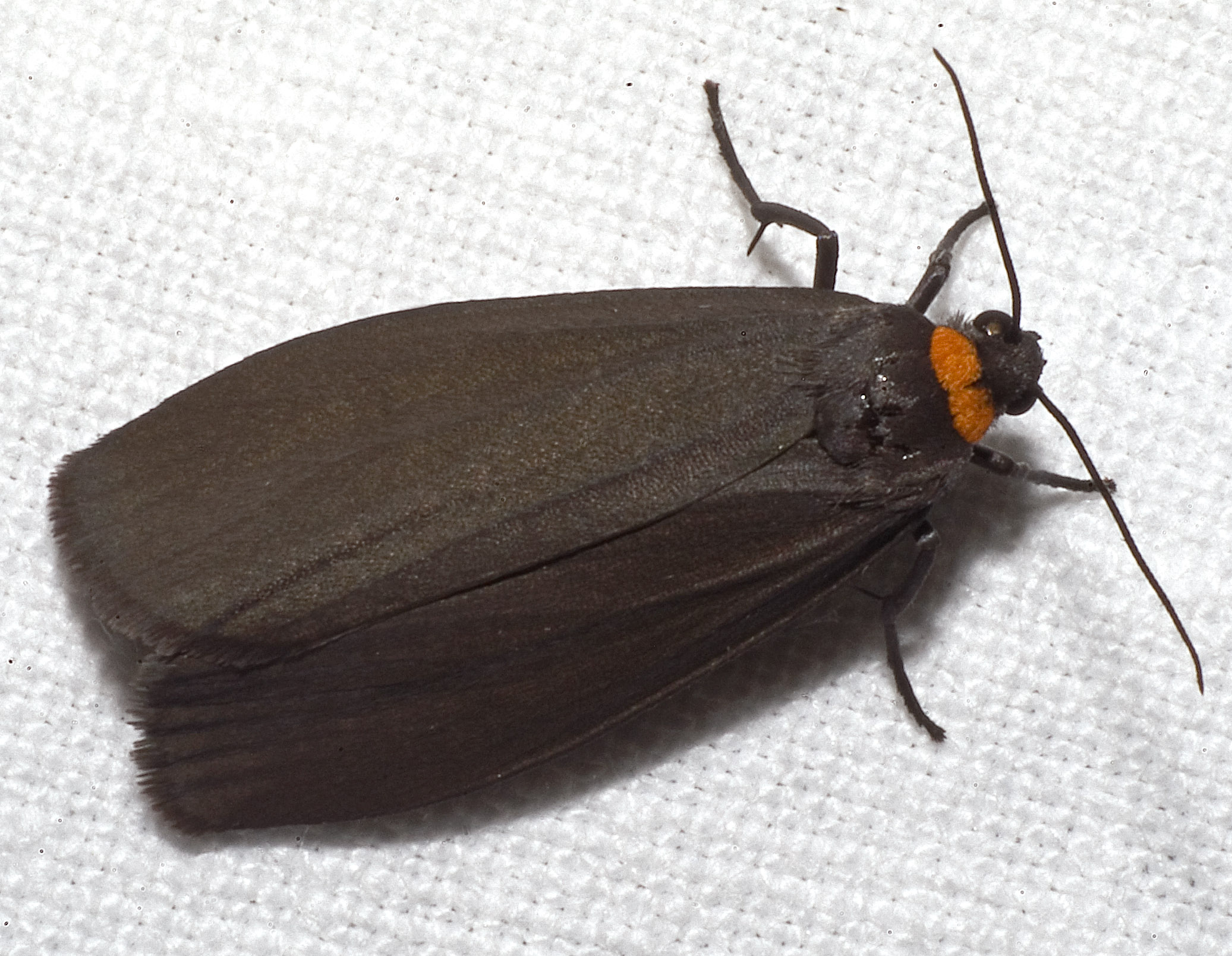
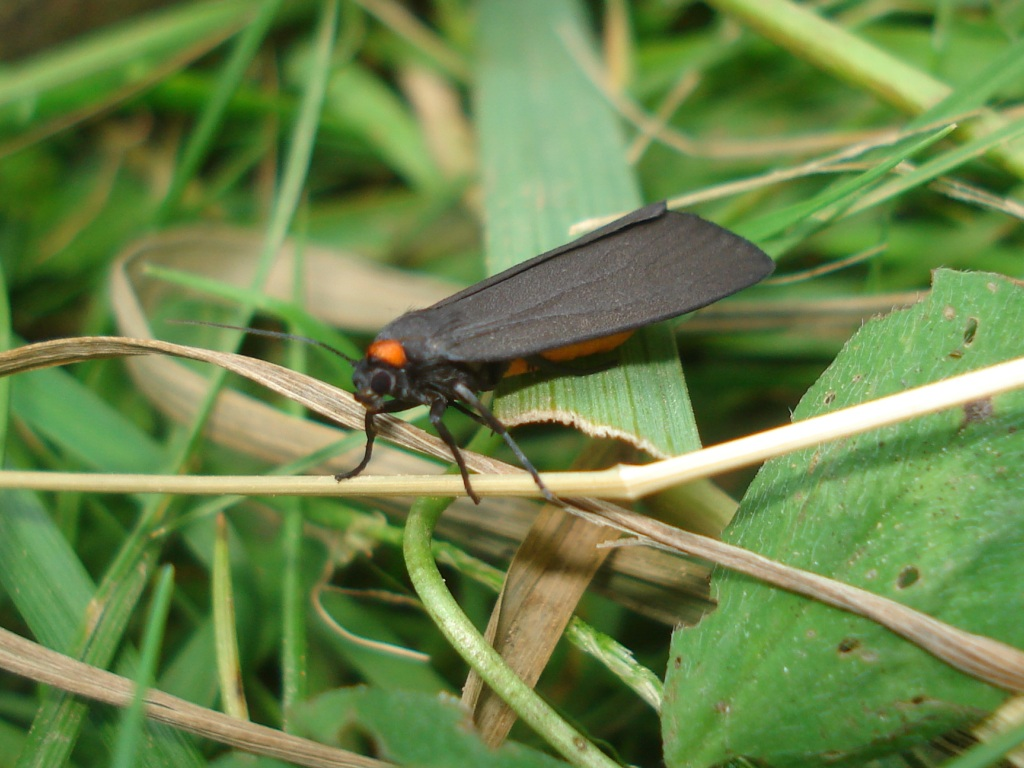
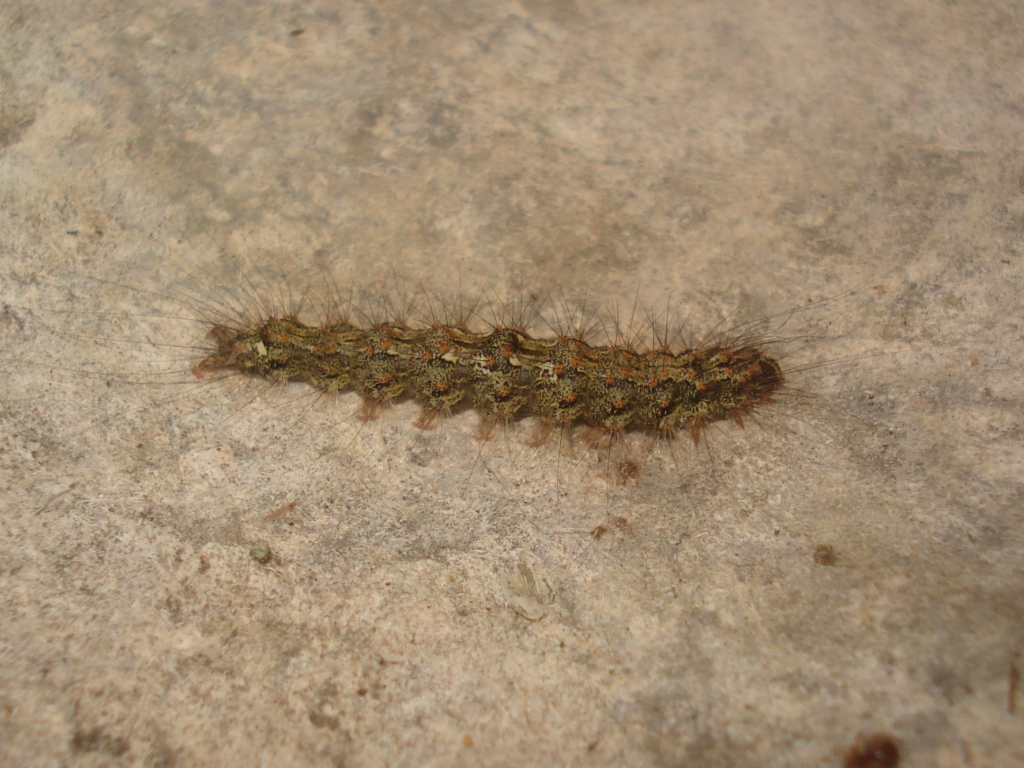
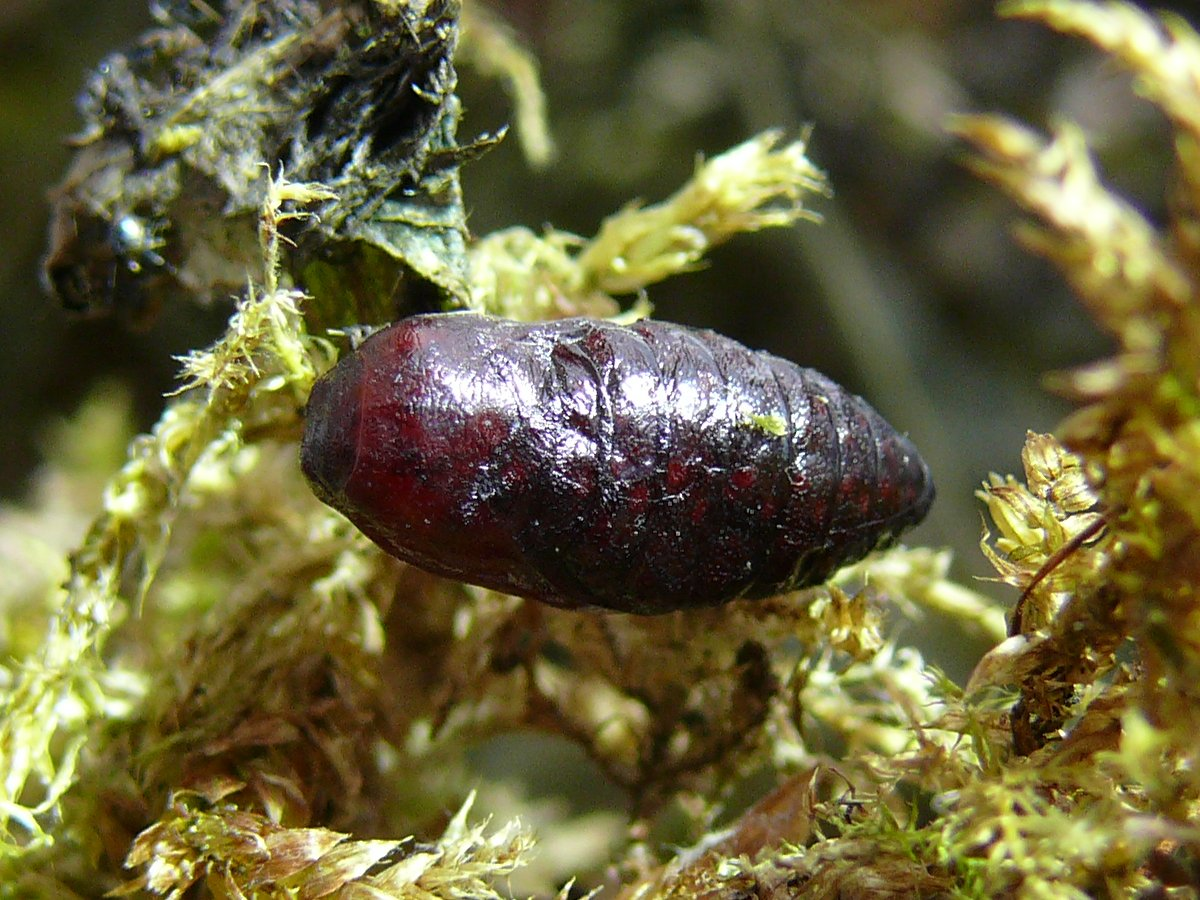